# Tivaouane
Tivaouane ist eine Stadt im zentralen Westen des Senegal. Sie ist Präfektur des Départements Tivaouane in der Region Thiès.

## Geographische Lage
Tivaouane liegt im nördlichen Zentrum der Region Thiès, 70 Kilometer ostnordöstlich von Dakar und 20 Kilometer nordnordöstlich der Regionalpräfektur Thiès am Südrand der regenarmen Sahelzone. Die Grande-Côte und das Küstendünengebiet sind knapp 25 Kilometer entfernt.
Die nächstgelegenen kleineren Orte sind Yendam, Keur Massamba Daguene, Selko, Ndiagane, Keur Assane, Ndiassane und Sintiou Pir.

## Bevölkerung
Die letzten Volkszählungen ergaben für die Stadt jeweils folgende Einwohnerzahlen:
| Jahr | Einwohner |
| ---- | --------- |
| 1976 | 16.999    |
| 1988 | 27.117    |
| 2002 | 38.216    |
| 2013 | 69.556    |

Die größte Ethnie in diesem Teil Senegals sind die Wolof.

## Geschichte
Tivaouane war Teil des Gebietes des Wolof-Stammes im Königreich der Cayor und war zeitweise sogar seine Hauptstadt. Seit dem 15. Jahrhundert ist diese Stadt in Europa bekannt. Sie wurde von dem venezianischen Entdecker Luigi Cada-Mosto erforscht. Im Jahre 1904 war sie nach Saint-Louis, Dakar, Rufisque und Gorée die fünftgrößte Stadt im Senegal.
Im Jahre 2003 wurde die Liste der Senegalesischen Historischen Monumente um das Mausoleum von El-Hadji Malick Sy, die Große Moschée von Serigne Babacar Sy und der Eisenbahnstation ergänzt.

## Religiöse Bedeutung
Tivaouane ist die Hochburg der Tidschānīya-Mālikīya, eines Zweigordens der Tidschānīya, der die zahlenmäßig größte islamische Gemeinschaft im Senegal darstellt. Der Ort ist Sitz des Oberhauptes dieses Ordens, der sich als Khalife général des Tidianes bezeichnet, und mit dem Grab von Malik Sy, dem Gründer dieses Zweigordens, gleichzeitig einer der wichtigsten senegalesischen Wallfahrtsorte.
Jährlich finden zwei große Feste in Tivaouane statt, zu denen die Anhänger des Ordens zusammenkommen: 1. das Geburtstagsfest (Maouloud) des Propheten Mohammed am 12. Rabīʿ al-awwal, das im Wolof-Idiom auch Gàmmu genannt wird; 2. die Ziyāra (Wolof: Siyaare) am 10. Muharram, dem Aschura-Tag, der in Senegal Tamxarit genannt wird. Die Anhänger bringen bei diesen Festen den Führern des Ordens Geschenke dar und erhoffen sich umgekehrt, auf diese Weise die Baraka (Segenskraft) des Ortes zu erhalten. Die religiöse Bedeutung der Stadt erklärt auch ihr starkes Bevölkerungswachstum. Noch 1960 hatte sie nur 7900 Einwohner.

## Verkehr
Tivaouane liegt an der Nationalstraße N 2. Sie verbindet in einem großen Bogen, zunächst in einigem Abstand der Grande Côte und dann dem linken Senegalufer folgend, die Metropole Dakar und die Städte Pikine, Rufisque, Thiès im Südwesten mit Kébémer, Louga, Saint-Louis, Richard Toll, Dagana, Ourossogui im Norden und Osten und zuletzt mit Kidira an der malischen Grenze.
Parallel zur N2 verläuft die 1885 eröffnete Eisenbahnstrecke Dakar–Saint-Louis durch die Stadt mit einem Abzweig zu den Phosphatminen der Industries chimiques du Sénégal in Darou Khoudoss.

## Wirtschaft
Tivaouane liegt im bassin arachidier, einer agrarisch geprägten Region, wo der Erdnussanbau und die Produktion von Erdnussöl Tradition haben.
Die Verpflegung bei religiösen Zusammenkünften spielt ebenfalls eine größere wirtschaftliche Rolle.

## Persönlichkeiten
- Mame Wade (* 2002), Fußballspieler